# Andreas Scheuer

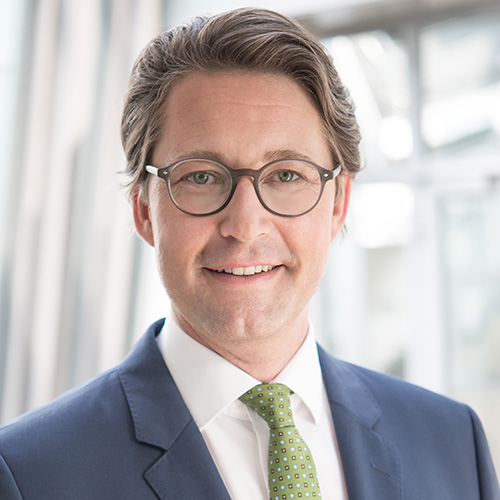
Andreas Scheuer, 2017

Andreas Franz „Andi“ Scheuer (* 26. September 1974 in Passau) ist ein deutscher Politiker (CSU). Er war nach Alexander Dobrindt und Christian Schmidt (Kabinett Merkel III) vom 14. März 2018 bis zum 8. Dezember 2021 der dritte Bundesminister für Verkehr und digitale Infrastruktur im Kabinett Merkel IV. Europaweite Bekanntheit erlangte Scheuer durch das von ihm politisch mitzuverantwortende Debakel um die Pkw-Maut in Deutschland, das den Staat bzw. die Steuerzahler letztlich 243 Millionen Euro kostete und zu einem parlamentarischen Untersuchungsausschuss führte. Von 2002 bis 2024 war er Mitglied des Deutschen Bundestages.

## Ausbildung und Privates

### Schule und Studium
Nach dem Abitur 1994 am Gymnasium Leopoldinum in Passau absolvierte Scheuer ein Lehramtsstudium an der Universität Passau, das er 1998 mit dem ersten Staatsexamen für das Lehramt an Realschulen beendete. Ein anschließendes Magisterstudium mit dem Hauptfach Politikwissenschaft und den Nebenfächern Soziologie und Wirtschaftswissenschaft schloss er 2001 ab (Titel der Abschlussarbeit: Wahlkampf der CSU – eine Betrachtung am Beispiel der Medientouren des Ministerpräsidenten und Parteichefs Dr. Stoiber).
Im Jahr 2004 wurde ihm an der Karls-Universität Prag für die unter Aufsicht von Rudolf Kučera erstellte Arbeit Die politische Kommunikation der CSU im System Bayerns der „kleine Doktorgrad“ der Philosophie verliehen. Dieser akademische Grad, der heute der sogenannten 2. Bologna-Stufe (Master-Ebene) zugehört, ist heute im Gegensatz zu 2004 nicht mehr äquivalent zu einer Promotion, berechtigt seinen Inhaber aber zur Führung des Titels PhDr. Dessen ungeachtet – und obwohl in Deutschland nur im Gebiet der Bundesländer Bayern und Berlin erlaubt – stellte Scheuer seinem Namen bundesweit den Zusatz Dr. voran. Als Dr. Andreas Scheuer bestritt er auch den Wahlkampf zur Bundestagswahl 2005. Strafrechtliche Ermittlungen gegen Scheuer wegen möglichen Missbrauchs eines akademischen Titels wurden von der Staatsanwaltschaft Passau 2006 eingestellt.
Mitte Januar 2014 wurden gegen Scheuer Plagiatsvorwürfe erhoben. In seiner Arbeit zur Erlangung des PhDr. soll er eine längere Textpassage der Bundeszentrale für politische Bildung weitgehend übernommen haben, ohne dies kenntlich gemacht zu haben. Nach der Berichterstattung über diese Unstimmigkeiten kündigte Scheuer an, vom Führen des Doktorgrades (sowohl „PhDr.“ als auch „Dr.“) zukünftig abzusehen. Die Karls-Universität gab am 21. Januar 2014 bekannt, bei einer Plagiatsprüfung mittels Software keine verdächtigen Stellen in der Arbeit gefunden zu haben. Anfang Oktober 2014 wies die Ethik-Kommission der Prager Universität die Plagiatsvorwürfe zurück. Scheuer habe laut weiterer Untersuchungen der Universität zwar drei Textpassagen ohne die notwendige Kennzeichnung übernommen, dies stelle jedoch keine systematische Täuschungsabsicht dar: „Im Kontext der gesamten Arbeit betrachtet die Kommission diese Abschnitte jedoch eher als eine Zusammenfassung und nicht als schwerwiegenden Verstoß gegen Ethik-Regeln.“ Scheuer teilte in diesem Zusammenhang mit, dass er weiterhin auf das Führen des PhDr. bzw. Dr. verzichten werde.

### Privates
Scheuer ist römisch-katholisch. Seine erste Ehe wurde 2011 geschieden. Seine zweite, 2013 mit einer TV-Journalistin geschlossene Ehe, aus der eine 2013 geborene Tochter hervorging, endete im Mai 2018 in einer Trennung. Scheuer ist seit August 2021 mit Julia Reuss (geb. Hierl) verheiratet, die bis Ende Februar 2021 Büroleiterin von Staatsministerin Dorothee Bär war und seither als Lobbyistin bei Facebook tätig ist. Mit ihr hat er eine 2023 geborene Tochter.
Er hat eine Vorliebe für Oldtimer; so gehört ihm der 1987 gebaute BMW 325ix von Franz Josef Strauß, den er etwa 2018 von Wilfried Scharnagl gekauft hat.

## Politische Laufbahn

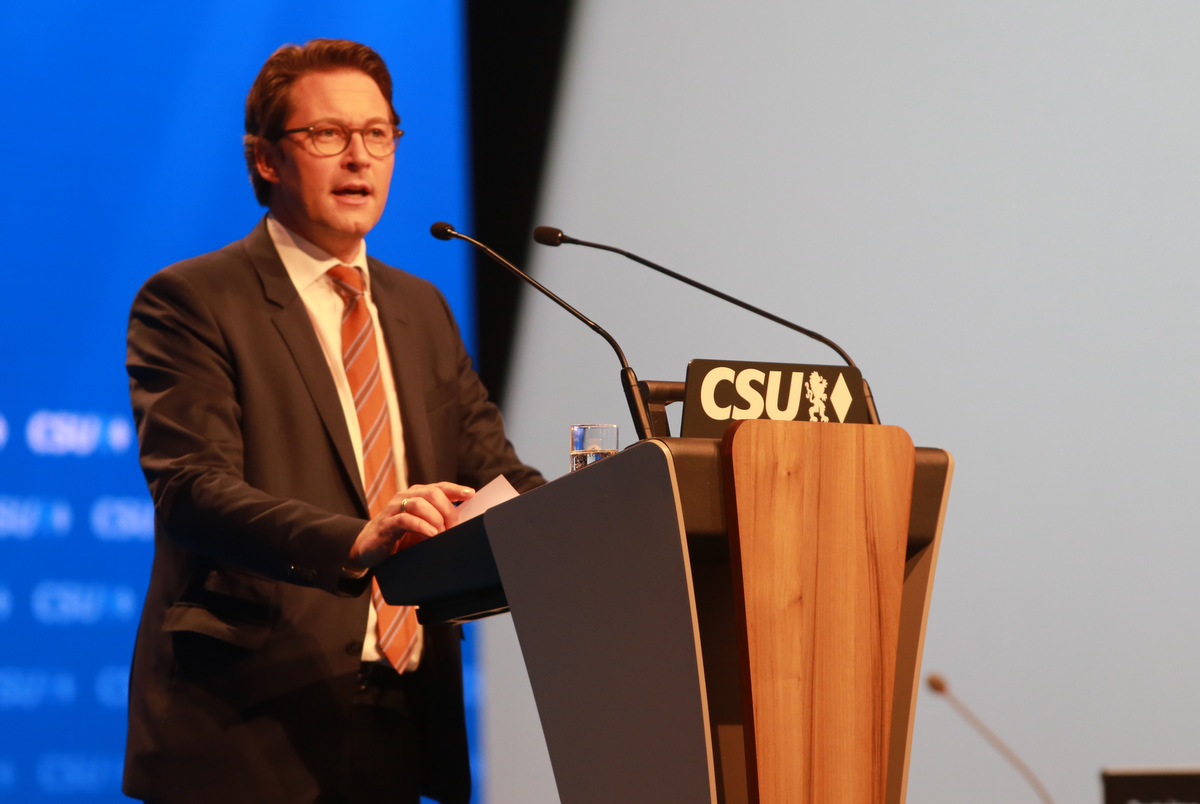
Andreas Scheuer beim CSU-Parteitag in München, 2016

### Partei
Scheuer trat 1994 in die Junge Union (JU) und die CSU ein. Er war von 1997 bis 2003 Vorsitzender des JU-Kreisverbandes Passau-Stadt und gehörte von 2001 bis 2007 dem Landesvorstand der JU-Bayern an. Von Dezember 2003 bis Juli 2007 war Scheuer Vorsitzender des JU-Bezirksverbandes Niederbayern. Er war stellvertretender Vorsitzender des CSU-Kreisverbandes Passau-Stadt und gehört seit 2001 dem CSU-Bezirksvorstand Niederbayern an. Von 2002 bis 2024 gehörte er dem Stadtrat von Passau an. Er legte sein Mandat im Stadtrat nieder, nachdem vor dem Hintergrund seines Wirkens als Bundesminister zwei Stadtratsmitglieder Scheuers persönliche Eignung für einen Sitz im Rechnungsprüfungsausschuss des Stadtrates in Frage stellten.
Am 15. Dezember 2013 wurde Scheuer vom Parteivorstand einstimmig zum Generalsekretär der CSU gewählt. Von März 2014 bis zum Ende dessen XIV. Amtsperiode im Juli 2016 war er Vertreter seiner Partei im ZDF-Fernsehrat.
Ab 2016 war er Vorsitzender des CSU-Bezirksverbandes Niederbayern. Anfang 2023 gab er bekannt, beim Bezirksparteitag am 8. Juli 2023 nicht mehr für eine Wahl zur Verfügung zu stehen. Als sein Nachfolger wurde dort der bayerische Verkehrsminister Christian Bernreiter gewählt.

### Als Abgeordneter und im Bundeskabinett
Scheuer war von 2002 bis 2024 Mitglied des Deutschen Bundestages. Er zog 2002 über die Landesliste Bayern sowie 2005, 2009, 2013, 2017 und 2021 als direkt gewählter Abgeordneter des Wahlkreises Passau in den Bundestag ein. Bei der Bundestagswahl 2005 erreichte er 58,5 %, 2009 46,5 %, 2013 59,8 %, 2017 47,5 % und 2021 30,7 % der Erststimmen.
Nach der Bundestagswahl 2009 war Scheuer im Kabinett Merkel II bis 2013 Parlamentarischer Staatssekretär beim Bundesminister für Verkehr, Bau und Stadtentwicklung Peter Ramsauer (CSU).
Scheuer war vom 14. März 2018 bis zum 8. Dezember 2021 Bundesminister für Verkehr und digitale Infrastruktur im Kabinett Merkel IV.
Im Januar 2024 erklärte er beim Neujahrsempfang der CSU Passau-Stadt, bei der Bundestagswahl 2025 nicht erneut anzutreten. Zum 1. April 2024 legte er sein Mandat als Mitglied des Deutschen Bundestages vorzeitig nieder. Für ihn gab es keinen Nachrücker, da sein Mandat als unausgeglichenes Überhangmandat nach § 48 Abs. 1 Satz 2 BWahlG a. F. verfiel.

## Äußerungen als CSU-Generalsekretär

### Zur Arbeitnehmerfreizügigkeit
Im Zusammenhang mit der Einführung der vollen Arbeitnehmerfreizügigkeit für Bulgaren und Rumänen zum 1. Januar 2014 äußerte er:

„Armutszuwanderung ist ein Problem. Der Anstieg bei Zuwanderern aus Bulgarien und Rumänien betrug seit 2007 insgesamt 141 Prozent. (…) Wir müssen aber schon im Voraus die falschen Anreize beseitigen, dass Menschen von den Leistungen unseres Sozialsystems angezogen werden und allein deswegen hierher kommen.“

Ein Faktencheck der ZDF-Nachrichtensendung heute kam zu dem Ergebnis, dass Rumänen und Bulgaren in keiner der aufgezeigten Deutschland-Statistiken unter ausländischen Zuwanderern überdurchschnittliche Werte erreichen, wie die Zahlen zur Arbeitslosigkeit und zum Hartz-IV-Bezug belegten. Gemessen an der Gesamtbevölkerung lägen sie allerdings über dem Durchschnitt. Nach dem Abschlussbericht des Staatssekretärsausschusses zu „Rechtsfragen und Herausforderungen bei der Inanspruchnahme der sozialen Sicherungssysteme durch Angehörige der EU-Mitgliedstaaten“ lag der Anteil der Hartz IV-Empfänger bei in Deutschland lebenden Rumänen und Bulgaren bei 12,9 % (im April 2014), der Anteil der Gesamtbevölkerung bei 7,5 %. Der Ausschuss legte Vorschläge vor, wie Einzelfälle von Sozialmissbrauch zukünftig verhindert werden könnten.

### Zur Flüchtlingskrise
Im Kontext der Flüchtlingskrise 2015 verlangte Scheuer, dass Flüchtlinge, die nach Deutschland kämen, zwingend die deutsche Leitkultur anerkennen müssten, die er als christlich-jüdisch-abendländische Kultur beschrieb. Im Regensburger Presseclub sagte er am 15. September 2016:

„Entschuldigen S’ die Sprache, das Schlimmste ist ein fußballspielender, ministrierender Senegalese, der über drei Jahre da ist – weil den wirst Du nie wieder abschieben. Aber für den ist das Asylrecht nicht gemacht, sondern der ist Wirtschaftsflüchtling.“

Der Vorsitzende der Deutschen Bischofskonferenz, Kardinal Reinhard Marx, und EKD-Ratsvorsitzender Heinrich Bedford-Strohm zeigten sich „erschrocken und verärgert“ über diese Aussage. Scheuer wurde aus Sorge um die Stimmen von christlich bzw. sozial engagierten Wählern auch aus seiner eigenen Partei heraus für diese Äußerungen kritisiert. Der Journalist Michael Kraske kritisierte, solche Aussagen zementierten „ein Gesellschaftsbild, das selbst dann kategorisch zwischen Einheimischen und Fremden unterscheidet, wenn das Zusammenleben beispielhaft gelingt“. Von der Opposition, in sozialen Medien sowie einem Kommentar der Süddeutschen Zeitung wurde Scheuers Rücktritt vom Amt des Generalsekretärs gefordert. Scheuer wies die Kritik zurück und verwies darauf, fehlinterpretiert und falsch zitiert worden zu sein (bis zum 20. September 2016 wurde Scheuer zitiert, „das Schlimmste“ sei „ein fußballspielender, ministrierender Senegalese“. „Der ist drei Jahre hier – als Wirtschaftsflüchtling – den kriegen wir nie wieder los.“ Später erfolgte die Korrektur des Zitats in die oben aufgeführte Fassung). Horst Seehofer teilte mit, er sehe keine Veranlassung, Scheuer als Generalsekretär der CSU zu entlassen. 2018 sprach sich Scheuer für schnellere Konsequenzen gegenüber Asylbewerbern ohne Schutzberechtigung sowie Straffälligen innerhalb dieser aus und kritisierte das Verhalten von diesen Abzuschiebenden. Er äußerte dabei auch sein Unverständnis gegenüber Demonstrationen an Flughäfen gegen ebensolche Abschiebungen.

### Zu Links- und Rechtsextremismus
2014 erklärte Scheuer islamfeindliche Kundgebungen des Vereins Pegida betreffend, dass seine Partei sich von den Organisatoren dieser sowie Rechtsextremen innerhalb der Bewegung distanziere. Gleichzeitig müsse man die Sorgen der Bürger ernst nehmen. Zuvor hatte Bundesjustizminister Heiko Maas die Demonstrationen als „Schande für Deutschland“ bezeichnet. Scheuer wies dies als verunglimpfend zurück und verwies auf die grundgesetzlich garantierte Versammlungsfreiheit.
Scheuer kritisierte die Wahl Bodo Ramelows (Die Linke) zum Ministerpräsidenten Thüringens im Dezember 2014 als „Tag der Schande für das wiedervereinigte Deutschland“ und bezeichnete ihn als „Top-Agent[en] einer Ex-Stasi-Connection“. Nachdem im Sommer 2016 bei Ausschreitungen Autonomer in Berlin-Friedrichshain mehr als 100 Polizeibeamte verletzt wurden, forderte Scheuer, Stärke gegenüber derartigen „Staatsfeinden“ zu zeigen. Brandstifter und „Autoabfackler“ zu Gesprächskreisen einzuladen, sei eine politische Bankrotterklärung. Die Stadt dürfe nicht im „linken Gewaltchaos“ versinken. Einem Bericht der Bayerischen Staatszeitung zufolge warfen Scheuer und andere Politiker der CSU nach schweren Krawallen im Rahmen des G20-Gipfels in Hamburg 2017 rot-grünen sowie rot-rot-grünen Landesregierungen vor, „auf dem linken Auge völlig blind“ gewesen zu sein.

## Wirken als Bundesminister und Kritik

### Verkehrspolitik

#### Allgemeine Geschwindigkeitsbeschränkungen auf Autobahnen
Scheuer gilt als Gegner einer maximal erlaubten Höchstgeschwindigkeit auf deutschen Autobahnen. An die Presse weitergespielte Überlegungen der von ihm selbst eingesetzten Nationalen Plattform Zukunft der Mobilität, allgemeine Geschwindigkeitsbegrenzungen aus Gründen des Klimaschutzes einzuführen, bezeichnete er im Januar 2019 als „gegen jeden Menschenverstand“ gerichtet, und sprach von einer „immer wieder aufgewärmten Agenda“ (siehe auch Artikelabschnitt Diskussion um ein generelles Tempolimit auf deutschen Autobahnen). Seine in diesem Zusammenhang getroffene Aussage, die deutschen Autobahnen seien „die sichersten Straßen weltweit“, ließ sich laut einem Beitrag des ARD-Onlineportals faktenfinder statistisch nicht belegen, wenngleich Deutschland hinsichtlich der Sicherheit im Straßenverkehr international im vorderen Bereich liege. Seine Feststellung, es gäbe ohnehin kaum noch Strecken, auf denen man „frei fahren dürfe“, wurde von der ihm unterstellten Bundesanstalt für Straßenwesen widerlegt. Ebenso lehnte Scheuer eine höhere Besteuerung von Dieselkraftstoff und Fahrtests für Senioren ab. Scheuer kritisierte im Januar 2020 den ADAC dafür, dass dieser sich in der Frage eines Tempolimits nicht mehr eindeutig festlegen wollte, was ihm wiederum Kritik von SPD und Grünen einbrachte. Anfang Oktober 2021 sprach sich der Formel-1-Rennfahrer Sebastian Vettel für ein generelles Tempolimit auf deutschen Autobahnen aus. Dies wurde von Scheuer zurückgewiesen, unter anderem auch mit Hinweisen auf den CO2-Ausstoß, der durch Vettel und dessen Rennstall verursacht werde.

#### Finanzierung des Straßenausbaus zugunsten Bayerns
In der Zeit von 2014 bis 2018 finanzierte das Bundesverkehrsministerium mit Abstand vor anderen Bundesländern den Ausbau der Straßen in Bayern. Von den mehr als 1,6 Milliarden Euro, die das Ministerium unter Alexander Dobrindt und Andreas Scheuer in dieser Zeit verteilen konnte, flossen 551 Millionen Euro in die Fernstraßen des Freistaats. Nach Nordrhein-Westfalen wurden 317 Millionen Euro und nach Baden-Württemberg 171 Millionen Euro im selben Zeitraum für den gleichen Zweck überwiesen. Das Geld stammte aus Mitteln, die für Zuschüsse für Eisenbahnunternehmen, den Radwegebau oder die Verkehrsforschung nicht abgerufen wurden.
Laut Ministerium wurden die hohen Zuwendungen für Bayern damit begründet, dass die Verwaltung dort leistungsstärker sei und somit zusätzliches Geld in bereits geplante Straßenbauvorhaben investieren könne. Das Ministerium selbst präzisierte die zugrunde liegende Problematik in einem Artikel zur seit 2017 umgesetzten Reform der Bundesfernstraßenverwaltung: Die Finanz- und Personalsituation der Länder würden sich unterscheiden und einige Länder kämen mit der Planung und der Umsetzung wichtiger neuer Straßenbauprojekte deutlich langsamer voran als andere. Mittel, die der Bund einem Land für ein bestimmtes Projekt habe zur Verfügung stellen wollen, hätten teilweise nicht abfließen können, da die zuständige Straßenbauverwaltung mit dem Planen noch nicht fertig gewesen sei. Deshalb seien am Jahresende nicht abgerufene Mittel des Bundes stattdessen häufig in solche Länder geflossen, in denen diverse Projekte fertig geplant nur noch umgesetzt werden mussten.

#### Gesundheitsgefährdung durch Stickoxide
In der Debatte um die Gesundheitsgefährdung der Bevölkerung durch Stickoxide forderte der ehemalige Präsident der Deutschen Gesellschaft für Pneumologie, Dieter Köhler, in einer Stellungnahme zur Gesundheitsgefährdung durch umweltbedingte Luftverschmutzung, insbesondere Feinstaub und Stickstoffverbindungen (NOx) eine Aufweichung der bestehenden Grenzwerte. Scheuer sprach sich daraufhin für eine Prüfung der Grenzwerte aus und kündigte an, die Initiative der Ärzte im nächsten EU-Verkehrsministerrat zu thematisieren. Köhler hatte zuvor Vorwürfe einer „künstlichen Aufregung“ sowie wissenschaftlicher Unsachlichkeit in der Diskussion erhoben. Seine Stellungnahme wurde von 131 weiteren Lungenfachärzten und Wissenschaftlern zu diesem Thema unterstützt.
Der Bundesverband der Pneumonologen, Schlaf- und Beatmungsmediziner stellte in einer Pressemitteilung klar, dass die durch Köhler vertretenen Einwände keineswegs die Meinung der Mehrheit der deutschen Lungenärzte repräsentierten. Die Bagatellisierung der Auswirkungen von Luftschadstoffen gefährde die Bemühungen, Risiken und Gefahren von Luftverschmutzung zu minimieren. Internationale Wissenschaftler, darunter vierzehn Repräsentanten des Forums der Internationalen Lungengesellschaften (FIRS), schlossen sich dieser Einschätzung an.
Wenige Wochen später räumte Köhler Fehler in seinen Berechnungen ein, blieb aber bei der Grundaussage, dass die Grenzwerte für Diesel-Fahrverbote in Städten nicht ausreichend wissenschaftlich begründet seien. Die Bundesregierung arbeitet an einem Gesetzentwurf, der an dem Grenzwert von 40 Mikrogramm pro m³ festhält, nach dem Fahrverbote als eingriffsintensivste Gegenmaßnahme aber erst bei einer Überschreitung von 50 Mikrogramm pro m³ in Betracht gezogen werden. Die EU-Kommission unterstützt den Gesetzentwurf.
Redakteure des politischen Fernsehmagazins Frontal21 beantragten im August 2018 per Eilrechtsschutzantrag unter anderem, dass das Bundesverkehrsministerium beantwortet, ob Scheuer im Mai 2018 behauptet hatte, er könne allein der Daimler AG 3,75 Milliarden Euro an Bußgeldern für den Diesel-Skandal berechnen. Im Februar 2019 gab das Verwaltungsgericht Berlin in erster Instanz dem Antrag auf Auskunftsrecht statt, wogegen jedoch Beschwerde eingelegt wurde.

#### Deutsche Bahn
Scheuer erhob gegenüber der Deutschen Bahn angesichts Pünktlichkeits- und Zuverlässigkeitsprobleme die Forderung schneller Verbesserungen für die Fahrgäste und sprach diesbezüglich von einer „Bürgerbahn“. Große Baustellen führten zu Störungen, bessere Koordination sowie erhebliche Investitionen in digitale Stellwerks- und Steuerungstechnik seien dazu notwendig. Zu einem möglichen Verkauf der DB-Tochter Arriva äußerte er sich hingegen zurückhaltend.

#### MPI/MPU Kosten-Liberalisierung
Bisher waren die Gebühren für eine MPU (medizinisch-psychologische Untersuchung) in der GebOST (Gebührenordnung für Maßnahmen im Straßenverkehr), unter den Gebührennummern 451 bis 455 festgelegt und bundesweit gültig. Die Verbindlichkeit ist seit dem 1. August 2018 aufgehoben. Das bedeutet, dass die Träger von Begutachtungsstellen für Fahreignung die Gebühren frei bestimmen können. Wie sich die Kosten einer MPU nun entwickeln, bleibt abzuwarten.

#### Fahrdienste
Im November 2018 erklärte Scheuer im Nachrichtenmagazin Focus, die Voraussetzungen für eine Zulassung des umstrittenen Fahrdiensts Uber schaffen zu wollen. Man könne beim Thema Mobilität nicht einen einzelnen Anbieter ausschließen. Er räumte zugleich ein, dass die Öffnung des Marktes Auswirkungen auf das Taxigewerbe haben werde. Auch derartige Interessen müsse er berücksichtigen.

#### Pkw-Maut in Deutschland und Rücktrittsforderungen
Scheuer geriet im Juni 2019 in die öffentliche Kritik, als der Europäische Gerichtshof die Pläne zur Pkw-Maut in Deutschland, deren Konzeption vom bayerischen Ministerpräsident Horst Seehofer und Alexander Dobrindt (beide CSU) entwickelt worden war, untersagte und in der Folge bekannt wurde, dass Scheuer als Bundesverkehrsminister im Dezember 2018, trotz eines laufenden Gerichtsverfahrens, langfristige Verträge mit privatwirtschaftlichen Unternehmen zum Aufbau der Mautinfrastruktur unterschrieben hatte. Die Verträge enthielten jeweils Regelungen zur Entschädigung für den entgangenen Gewinn, für die nach der Nichteinführung der PKW-Maut damaligen Schätzungen zufolge zwischen 300 und 600 Millionen Euro zu Lasten der Staatskasse fällig werden könnten, ohne dass eine Gegenleistung erbracht werden müsse. Weiter wurde im August 2019 von Sven-Christian Kindler (Bündnis 90/Die Grünen) der Vorwurf geäußert, dass Scheuer „das Parlament und die Öffentlichkeit über die wahren Kosten gezielt belogen“ habe. Es stünden für die Einführung der PKW-Maut 2,08 Milliarden Euro aus dem Bundeshaushalt zur Verfügung. Laut vertraulichen Dokumenten würde das tatsächliche Angebot gut eine Milliarde über dem vom Bundestag genehmigten Kostenrahmen liegen, hingegen läge die tatsächliche Vertragssumme unter 2 Milliarden Euro, unter anderem durch zusätzliche variable Vergütungen. Laut Hartmut Bäumer (Transparency International, Bündnis 90/Die Grünen) seien die tatsächlichen Kosten für den Bund von Scheuer verschleiert worden, indem ein Teil der Ausgaben für den Bund in die Zukunft verschoben und ein Teil der Aufgaben den Bietern für das Mautverfahren abgenommen und zur bundeseigenen Toll Collect ausgelagert worden sei, so dass die Bieter billigere Angebote abgeben hätten können. Die Öffentlichkeit sei darüber nicht informiert worden. Dies könne als Korruption gelten.
Vor Beginn des zugehörigen Untersuchungsausschusses wies Scheuer Rücktrittsforderungen der Opposition, verschiedener Journalisten und Wissenschaftler zurück. Scheuer sagte, Bundestag und Bundesrat hätten die Pkw-Maut beschlossen. Er habe die Pflicht gehabt, diese umzusetzen und Einnahmen für den Staat und den Steuerzahler zu sichern. Die Betreiber hätten keinen Anspruch auf Entschädigung. Vor der Vergabe habe sich das Verkehrs- mit dem Finanzministerium abgestimmt und das Risiko, dass eine negative Entscheidung des EuGH falle, sei auch von externen Beratern als niedrig eingestuft worden. Laut einer repräsentativen Umfrage des Meinungsforschungsinstituts YouGov forderten 60 Prozent der Deutschen den Rücktritt von Scheuer, 13 Prozent waren dagegen. Bundeskanzlerin Angela Merkel verteidigte hingegen den Minister; Scheuer mache eine sehr gute Arbeit.
Im Dezember 2019 wurden Vorwürfe gegen Scheuer geäußert, den Untersuchungsausschuss zu behindern. Beamte des Bundesverkehrsministeriums hatten Akten zur PKW-Maut aus dem Bundestag transportiert und als vertrauliche Verschlusssachen eingestuft. Das Verkehrsministerium begründete dies damit, dass alle Akten, die dem Verkehrsausschuss zur Verfügung gestanden hätten, nun auch dem Untersuchungsausschuss zur Verfügung stünden. Nachdem die Beweisaufnahme im Untersuchungsausschuss aber öffentlich sei, sei bei einem Teil der Akten eine Änderung der Einstufung vorgenommen worden, um sensible Daten zu schützen. Der Vorsitzende des Untersuchungsausschusses, Udo Schiefner (SPD), sah dazu offene Fragen und kündigte dementsprechende Klärung an. Die als vertraulich eingestuften Daten seien dem Ausschuss über die Geheimschutzstelle als Verschlusssachen zugeleitet. Unterlagen könnten so eingestuft werden, dies sei nicht ungewöhnlich.
Ebenfalls im Dezember 2019 wurde die Höhe der Entschädigungsforderungen der Mautbetreiber bekannt. Diese forderten 560 Millionen Euro vom deutschen Staat. Scheuer hingegen hatte mehrfach deutlich gemacht, dass die Betreiber aus Sicht des Bundes keinen Anspruch auf Entschädigung hätten. Im Gegensatz dazu war, laut FragDenStaat, „der Verkehrsminister gut über möglichen Schadensersatz in der PKW-Maut-Affäre informiert“. Tatsächlich ließ sich das Verkehrsministerium auf eine Schadensersatzregel ein, ohne dass die Öffentlichkeit davon erfuhr. Die Berliner Staatsanwaltschaft publizierte im Februar 2020, dass gegen Scheuer keine ausreichenden Verdachtsmomente für Untreue im Zusammenhang mit den Mautverträgen vorlägen und dementsprechend kein Ermittlungsverfahren eingeleitet worden sei. Zwei Bundestagsabgeordnete der Linken stellten Mitte November 2019 Anzeige, Scheuer hätte Steuergelder veruntreut, die vom Bundesrechnungshof festgestellten Verstöße gegen das Vergabe- und Haushaltsrecht wögen schwer. Im Mai 2022 wurde jedoch bekannt, dass die Staatsanwaltschaft Berlin wegen des Anfangsverdachts der falschen uneidlichen Aussage in Zusammenhang mit der Pkw-Maut ein Ermittlungsverfahren gegen Scheuer und seinen früheren Staatssekretär Gerhard Schulz eingeleitet hat. Im Mittelpunkt der Vorwürfe stehen widersprüchliche Aussagen der damaligen Ministeriumsspitze und der Mautbetreiberfirmen vor dem Untersuchungsausschuss des Bundestages, der die Affäre aufklären sollte. Im August 2025 wurden Scheuer und Schulz von der Staatsanwaltschaft Berlin wegen des Verdachts einer falschen uneidlichen Aussage vor einem Untersuchungsausschuss beim Landgericht Berlin I angeklagt. Scheuer und seine Partei, die CSU, äußerten ihr Unverständnis für die Anklage. Scheuer zeigte sich einem Statement „betroffen“ und erklärte, „die Motive und der Zeitpunkt für die Anklage“ würden „mehr politisch motiviert“ erscheinen.
Im Juni 2022 wurde bekannt, dass allein die Prozesskosten die Bundesregierung in Höhe von 21,5 Millionen Euro belasten. Im Juli 2023 stimmten das Bundesverkehrsministerium und der Haushaltsausschuss des Bundestags einem Vergleich in Höhe von 243 Millionen Euro mit dem ursprünglich geplanten PKW-Maut-Betreiber Autoticket (der dem Tickethändler Eventim und dem Technologieunternehmen Kapsch gehört) zu, um den Rechtsstreit um die nicht entstandene PKW-Maut beizulegen.
Das Bundesverkehrsministerium gab zu möglichen Regressforderungen gegen den früheren Bundesverkehrsminister Andreas Scheuer im Juli 2023 ein Rechtsgutachten in Auftrag. Dieses Gutachten kam im Dezember 2023 zu dem Schluss, dass „eine Klage gegen Bundesminister a. D. Scheuer nur geringe Aussichten auf Erfolg [habe]. Dies betrifft vor allem die Frage der Rechtsgrundlage für einen Haftungsanspruch sowie das Durchdringen des Vorwurfs einer grob fahrlässigen Pflichtverletzung“. Im Ergebnis rieten die Gutachter von einer Klage ab. Das Ministerium folgte zwar der Empfehlung der Gutachter und verzichtete auf eine Klage gegen Scheuer, auch um weiteren Schaden für den Steuerzahler abzuwenden; es betonte aber zugleich, dass es unabhängig davon bei der unbestrittenen politischen Verantwortlichkeit von Bundesminister a. D. Scheuer bleibe.

#### Formfehler in einer Verordnung zur Straßenverkehrs-Ordnung
Im Juli 2020 setzten die Innenminister der Länder den Vollzug der Novellierung der Straßenverkehrs-Ordnung vom 20. April 2020 wegen eines Formfehlers außer Kraft. Unter anderem werden in dieser Novellierung die Regeln für Fahrverbote bei Geschwindigkeitsüberschreitungen verschärft. Eine Sprecherin der Bundesjustizministerin sagte: „Die Verantwortung für dieses Verfahren trägt allein das BMVI.“ Für Bundesjustizministerin Christine Lambrecht (SPD) liegt die Verantwortung für die Reformpanne allein bei Andreas Scheuer. Im Weser-Kurier wurde Niedersachsens Innenminister Boris Pistorius (SPD) mit dem Satz zitiert:
„Besondere Chuzpe braucht es, die Schlamperei in der Umsetzung der Verordnung zu nutzen, um eine unliebsame Regelung auszuhebeln.“ (Peter Mlodoch: Weser-Kurier)
Der Korrespondent Dirk Rodenkirch vom SWR schrieb bei ARD-online: „Der Formfehler an sich ist erst einmal nur ein weiterer Punkt in Scheuers persönlicher Mängelliste. Der Umgang damit zeugt darüber hinaus von einem schlechten politischen Stil.“ (ARD-online)
Bereits seit Bekanntwerden der Pläne für die StVO-Novelle kritisierte der ADAC die undifferenzierte Verschärfung der Bestrafung von Tempoverstößen durch höhere Bußgelder und schneller verhängte Fahrverbote. Im Juli 2020 bezeichnete der Verein dann die durch den Formfehler verursachte Rechtsunsicherheit als einen „Wirrwarr“. Scheuer bezeichnete bereits drei Wochen nach Inkrafttreten der Gesetzesänderung einige Regelungen als unverhältnismäßig und teilte mit, das BMVI arbeite an der Überarbeitung der Sanktionierungen, insbesondere dem einmonatigen Fahrverbot bereits bei einmaliger Geschwindigkeitsüberschreitung von 21 km/h innerorts und 26 km/h außerorts (vorher 31 bzw. 41 km/h).

#### Klimaschutz
Im März 2019 vertrat der Leitartikel des Nachrichtenmagazins Der Spiegel die Meinung, mit dem Klimaschutzpapier, das die von Scheuer eingesetzten Experten vorgelegt hätten und im Wesentlichen auf Anreize setzen würde, würden die vereinbarten Klimaziele im Verkehrsbereich um fast die Hälfte verfehlt. Im September 2019 berichtete Der Spiegel, dass im Etat des Bundesverkehrsministeriums der Klimaschutz durch Investitionen von 30 Milliarden Euro bis 2030 sowie zusätzlichen 1,5 Milliarden Euro jährlich für den Schienenverkehr gefördert werden solle.

#### Professuren für Radverkehr
Im April 2019 gab Scheuer bekannt, dass an deutschen Hochschulen ab Sommersemester 2020 mit bis zu 400.000 Euro je Professor und Jahr Professuren für Radverkehr gefördert werden sollen. Ziel sei es, den Radverkehr attraktiver zu machen und Fachkräfte auszubilden, die ihr Know-how dann vor Ort einbringen und in den Kommunen und Städten umsetzen sollen. Es wurden Stiftungsprofessuren an sieben Hochschulen geschaffen: Universität Kassel, Technische Hochschule Wildau, Hochschule RheinMain, Frankfurt University of Applied Sciences, Ostfalia Hochschule für angewandte Wissenschaften, Hochschule Karlsruhe – Technik und Wirtschaft, Bergische Universität Wuppertal.

#### Elektro-Tretroller, Mikromobilität
Scheuer sah in Elektrokleinstfahrzeugen wie elektrischen Tretrollern, Segways und E-Skateboards ein enormes Potenzial für den Straßenverkehr und einen zusätzlichen Baustein für die Mobilitätswende, insbesondere für die „Letzte-Meile-Mobilität“. Das BMVI entwickelte daraufhin eine entsprechende Verordnung, die am 15. Juni 2019 in Kraft trat. Es folgten Diskussionen unter anderem über das Alter der Fahrer, Helmpflicht, Versicherungspflicht und über die geplante Erlaubnis zum Fahren auf Gehwegen.

### Digitale Infrastruktur
Als Verkehrsminister weitete Andreas Scheuer die Fördermöglichkeiten für Breitband-Internetzugänge in Schulen und Kliniken aus. Scheuer forderte Anfang 2019 die Kommunen zu mehr Anstrengungen beim Ausbau des 4G- und 5G-Netzes auf und betonte ebenso die Notwendigkeit der Ausstattung des Schienennetzes mit Glasfaser-Verkabelung. Die Ausstattung der Züge müsse ein ungestörtes Arbeiten der Fahrgäste mit flächendeckendem Mobilfunk im Zug ermöglichen. In einem Interview mit dem Sender n-tv stellte Scheuer klar, dass für den 5G-Mobilfunk strikte Vorgaben für die Versorgung in der Fläche erlassen worden seien. Insbesondere im ländlichen Raum müsse die Politik auf stockenden oder fehlenden Ausbau zügig reagieren. Deutschland habe das größte Ausbauprogramm für schnelles Internet in Europa gestartet, ebenso seien alle erforderlichen Förderbescheide vom Ministerium bewilligt. Als Kommunalpolitiker wisse er um die oft langwierigen Diskussionen, wenn es um Mobilfunkmasten ginge, ebenso müsse jedoch klar sein: „Wer Mobilfunk will, der braucht auch Sendemasten vor Ort.“

### Zivile Seenotrettung
Im März 2020 änderte das Bundesverkehrsministerium die Schiffssicherheitsverordnung und die See-Sportbootverordnung. Zuvor waren kleine Boote für Sport- und Erholungszwecke von einigen Sicherheitsanforderungen und der Pflicht zum Innehaben eines Schiffssicherheitszeugnis ausgenommen. Mit der Änderung gilt das nur noch für solche, die „ausschließlich zu Sport- oder Erholungszwecken“ eingesetzt werden. Das betrifft vor allem die zivile Seenotrettung, da für diese jetzt strengere Auflagen bestehen. Das Ministerium darf solche Änderungen nur vornehmen, wenn eine abstrakte Gefahr vorliegt. Eine solche wurde nach Ansicht der sich dadurch beeinträchtigt fühlenden Nichtregierungsorganisationen Sea-Eye und Sea-Watch nicht dargelegt.
Am 2. Oktober gab das Verwaltungsgericht Hamburg dem Eilantrag des Vereins Mare Liberum statt und ordnete die aufschiebende Wirkung der Widersprüche gegen die für die Schiffe Mare Liberum und Sebastian K erlassenen Festhalteverfügungen an. Nach Ansicht des Gerichts habe das Bundesministerium für Verkehr und digitale Infrastruktur die Änderungen der Verordnungen nicht – wie es erforderlich gewesen wäre – gemäß der Notifizierungsrichtlinie bei der Europäischen Kommission notifiziert. Der Verstoß gegen die unionsrechtliche Notifizierungspflicht führe zur Unanwendbarkeit der geänderten Vorschriften.

### Rechtswidrige Vergaberegelungen bei der Auktion von Mobilfunknetzen
Am 26. August 2024 urteilte das Verwaltungsgericht Köln, dass die Vergaberichtlinien rechtswidrig waren, die das Bundesverkehrsministerium unter Andreas Scheuer 2019 für die Auktion der 5G-Mobilfunkfrequenzen bei der Bundesnetzagentur durchgesetzt hatte. Scheuer habe eine Dienstanbieterverpflichtung verhindert, die kleineren Anbietern ohne eigene Netzinfrastruktur die Nutzung der Netze zu regulierten Preisen erlaubt hätte.

### Umfrageergebnisse
Laut Umfragen während seiner Amtszeit galt Scheuer regelmäßig als unbeliebtester Minister des Kabinetts.

## Kabinette

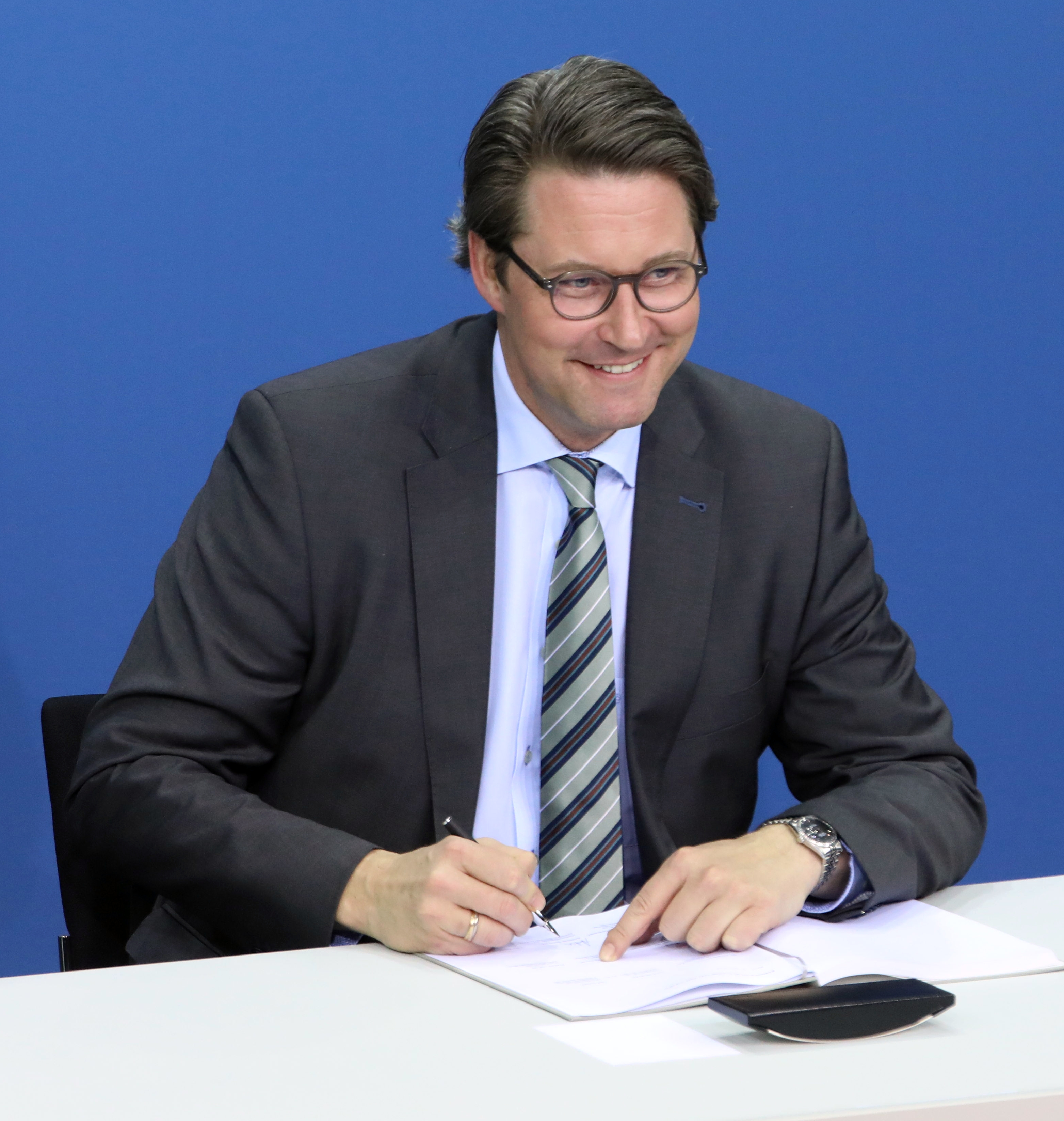
Andreas Scheuer beim Unterzeichnen des Koalitionsvertrages der 19. Wahlperiode des Bundestages, 2018

- Kabinett Merkel II (Parlamentarischer Staatssekretär beim Bundesminister für Verkehr, Bau und Stadtentwicklung; 2009 bis 2013)
- Kabinett Merkel IV (Bundesminister für Verkehr und digitale Infrastruktur; 2018 bis 2021)

## Sonstige Aktivitäten
Andreas Scheuer ist Kuratoriumsmitglied im Verein Kinder- und Jugendverband Frischluft und seit 2022 Präsident des Asienbrücke e. V. Zudem ist er Vorsitzender in dem 2011 von ihm gegründeten Verein Herzpartie. Weiterhin war er bis 2021 Mitglied im Verwaltungsrat der Kreditanstalt für Wiederaufbau.
Am 24. Oktober 2023 wurde Scheuer in den Fachbeirat der Mosolf Group, eines Logistikunternehmens für die internationale Automobilindustrie, berufen. Ebenfalls ist Andreas Scheuer Mitglied der überparteilichen Europa-Union Deutschland, die sich für ein föderales Europa und den europäischen Einigungsprozess einsetzt.
Bereits Wochen vor der Niederlegung seines Bundestagsmandats im April 2024 gründete Scheuer zwei Firmen. Der Zweck des einen Unternehmens ist laut Business Insider (BI) „das Halten von Unternehmensbeteiligungen im eigenen Namen, auf eigene Rechnung und nicht als Dienstleistung für Dritte“. Das andere Unternehmen gründete Scheuer laut BI zum Zweck der „Verwaltung eigenen und fremden Vermögens“.

## Veröffentlichungen
- Die politische Kommunikation der CSU im System Bayerns. Books on Demand, Norderstedt 2005, ISBN 3-8334-2441-9.
- Menschenwürde in den neueren Dokumenten der deutschen Bischofskonferenz. Zulassungsarbeit zur Ersten Staatsprüfung für das Lehramt an Realschulen in Bayern, Univ. Passau, 1998.

## Trivia
Im März 2024 stellte der österreichische Journalist Wolfgang Ainetter, ehemaliger Sprecher von Minister Scheuer, den „Ministeriumskrimi“ Geheimnisse, Lügen und andere Währungen vor, der als Schlüsselroman über Scheuer gedeutet wurde.